# شبكة المجد الفضائية
قناة المجد الفضائية هي شبكة قنوات فضائية عربية سعودية متنوعة ذات ضوابط شرعية إسلامية، بدأت بثها يوم الأربعاء 1 رمضان 1423هـ الموافق 6 نوفمبر 2002م. وقنوات شبكة المجد الفضائية هي ثالث مشغل للتلفزة المدفوعة، وتضم في شبكتها العديد من المشتركين.
وبعد سنوات من العمل مع OSN توقفت عن التعامل معها عام 2023، وأصبحت تبث فقط عبر مِنصَّات البث الرَّقْمي ومزوِّدي التلفزة في بعض الدول مثل السعودية، أما في بقية الدول العربية فهي تبث فقط على المِنصَّات الرَّقْمية. تبث الشبكة حاليًّا 4 قنوات مجانية على (نايل سات) و(عرب سات) وهي: قناة المجد العامَّة، وقناة المجد للقرآن الكريم، وقناة المجد للحديث النبوي، والقناة العلمية.

## الرسالة والأهداف
تسعى شبكة المجد الفضائية إلى إبراز سماحة الإسلام والدعوة إلى الخير وتعزيز الانتماء الإسلامي، والعناية بالطفل والاهتمام بالشباب والفتيات والأسرة وتنمية الحياة الاجتماعية. وتتبع شبكة المجد الإعلامية للمملكة العربية السعودية وتسعى لتعزيز دور المواطن السعودي في شتى المجالات على المستوى المحلي. كما تسعى شبكة المجد لتحقيق الأهداف التالية:
- الدعوة إلى الخير والحث عليه، لبناء مجتمع يسوده التكافل والتراحم بين أفراده.
- تعزيز المنهج الوسطي في تناول شؤون الحياة، حيث التوازن والشمول.
- ترسيخ آلية متوازنة في التعامل مع مستجدات الحياة العصرية، ومنتجات التكنولوجيا ووسائل الإتصال.
- العناية بالطفل، والتعاون مع الأسرة والمؤسسات التربوية لتحقيق تنشئة سليمة ومثمرة لأجيال المستقبل.
- الاهتمام بالشباب والفتيات، ومساعدتهم في وضع أسس ثابتة لبناء حياتهم ورسم مستقبلهم، مع التركيز على قِيَم العمل والإنتاج والعطاء.
- العناية بالأسرة، وتنمية الحياة الاجتماعية، والمساهمة في معالجة مشكلات المجتمع بلغة إعلامية قديرة وحكيمة ومؤثرة.

## القنوات

### قناة المجد العامة
بدأت قناة المجد الفضائية بثها الرسمي في الأول من ربيع الأول لعام 1424هـ الموافق 2 مايو 2003م.

وهي أولى القنوات التابعة لشركة المجد. تميّزت قناة المجد الفضائية بالشمول في الطرح والوسطية والتوازن في المعالجة والتنوُّع الكبير في البرامج. تخاطب القناة جميع أفراد الأسرة ببرامج غزيرة ومتنوعة كبرامج الأطفال وبرامج الأسرة والشباب والبرامج الحوارية والإخبارية وبرامج المسابقات والترفيه والبرامج الدينية.

### المجد للقرآن الكريم
في الأول من شهر رجب لعام 1425هـ الموافق 17 أغسطس 2004م، انطلق البث التجريبي للقناة، التي أصبحت واحة التلاوة الهادئة المطمئنة. ولأول مرة في صناعة التلفزيون قدَّمت قناة المجد للقرآن الكريم طريقتها المبتكرة في كتابة الآيات القرآنية على الخلفيات والصور الطبيعية الرائعة، حيث تقدم المصاحف الكاملة لمشاهير القراء، ومئات التلاوات العذبة بأصوات نديّة لأكثر من 150 قارئاً من مختلف العالم الإسلامي، ويكون النص القرآني مصحوباً بمعاني الكلمات وبترجمة المعاني للغات المختلفة. بالإضافة إلى التلاوات النادرة المسجلة منذ خمسين عاماً، وهي تبث إرسالها على مدار 24 ساعة يومياً.

### المجد للحديث النبوي
في الأول من شهر ربيع الأول لعام 1427هـ الموافق 30 مارس 2006م انطلقت القناة، لتكون رافداً نقياً يقدم للمشاهدين السيرة النبوية الشريفة، والأحاديث الصحيحة الثابتة في السُّنَّة المطهرة. وهي بذلك تمثل الاعتدال والوسطية والفهم الصحيح للإسلام، وتبرز جوانب الرحمة التي بعث بها نبينا محمد صلى الله عليه وسلم كما قال تعالى: {وما أرسلناك إلا رحمة للعالمين} [ الأنبياء: 107].

### المجد العلمية
انطلقت في الأول من شهر صفر لعام 1426هـ الموافق 11 مارس لعام 2005م. وهي أول قناة تعليمية تفاعلية، لتطبيق أنظمة التعليم عن بعد، وهي متخصصة في العلوم العربية والإسلامية، وتقوم مادتها الأساسية على برامج الأكاديمية العلمية، التي تطرح العلوم الإسلامية بطريقة منهجية، يقدمها نخبة من علماء العالم الإسلامي، ويدعم التفاعل مع الطلاب والطالبات الموقع الخاص بالاكاديمية، الذي يشترك فيه أكثر من 40 ألفاً من الطلاب والطالبات. وبالإضافة إلى ذلك تقدم القناة باقة متنوعة من البرامج الدعوية والعلمية ذات الصلة بالعلوم الإسلامية، وهي تبث بمعدل 16 ساعة يومياً. وقناة المجد العلمية تُعَلِّمُ العلوم الشرعية إلكترونيًّا وعلى الهواء مباشرة من خلال برنامج الأكاديمية الإسلامية المفتوحة الذي يعتمد منهج الفصول الدراسية والمستويات ويبث محاضرتين كل يوم مدة المحاضرة قريب من الساعتين. والطلاب يدخلون من خلال موقع الأكاديمية الإسلامية المفتوحة إلى قاعة المحاضرات ويستمعون إلى الشيخ المحاضر على الهواء مباشرة بالإضافة إلى مشاهدته على القناة، ويمكنهم توجيه الأسئلة إليه أو الإجابة على أسئلته مباشرة وبعد انتهاء الفصل الدراسي يقوم المحاضرون في الأكاديمية باختبار كافة الطلاب ثم تصحيح الإجابات وإعطاء الدرجة. وصل عدد المشتركين في الأكاديمية الإسلامية المفتوحة في شهرها الأول أكثر من 17,000 (سبعة عشر ألفاً).

### المجد الإخبارية
تم إطلاق خدمة المجد الإخبارية في الأول من ذي الحجة 1426هـ الموافق 1 يناير 2006م.
وهي تقدم موجزاً إخبارياً كل نصف ساعة، مع مجموعة من البرامج القصيرة سريعة الإيقاع، ذات الشأن الإخباري والصحفي، تشمل قراءة في الصحافة الإماراتية والسعودية والعربية، وموضوعات الغلاف لكُبرَيات المجلات العالمية، وأقوال أهم صانعي الأحداث، وحصاد الكاميرا، والصور الصحفية للأحداث العالمية، والنشرة الجوية، وأجندة أحداث اليوم التالي، مع الشريط الإخباري على مدار الساعة. وتقدم القناة عدداً من البرامج منها:
- حصاد الكاميرا الذي يعرض ملخصاً لأهم الأحداث العالمية في اليوم السابق.
- من أقوالهم الذي يقدم ما قاله الساسة العرب والعالميون خلال اليوم السابق.
- كاريكاتير الذي يعرض أبرز رسوم الكاريكاتير العربية والدولية.
- صور الذي يعرض صوراً فوتوغرافية للأحداث العالمية التي لا تتوافر لها لقطات فيديو.
- موضوع الغلاف الذي يتناول موضوع غلاف كبريات المجلات العالمية.
- أربعة برامج معنية بالصحافة السعودية والخليجية والعربية والعالمية.
- بالإضافة إلى الفواصل الاقتصادية ودرجات الحرارة وأسعار المعادن والعملات.

### المجد الوثائقية
هي قناة وثائقية انطلقت في 18 جمادى الأول 1426هـ الموافق 25 يونيو 2005م، لتكون أول قناة وثائقية عربية، حيث تمثل إطلالة واسعة على الحياة والكون، والتاريخ والحضارة والعلوم، والنشاط الإنساني بكل تنوعه ومتغيراته. تقدم قناة المجد الوثائقية مادة غزيرة من المحتوى البرامجي المتنوع المتجدد يومياً، الذي يثري ثقافة المشاهد، وينقله في رحلة ممتعة عبر الزمان والمكان والأحداث، ضمن إطار متوازن في الطرح والمعالجة، وعلى مدار 24 ساعة يومياً.

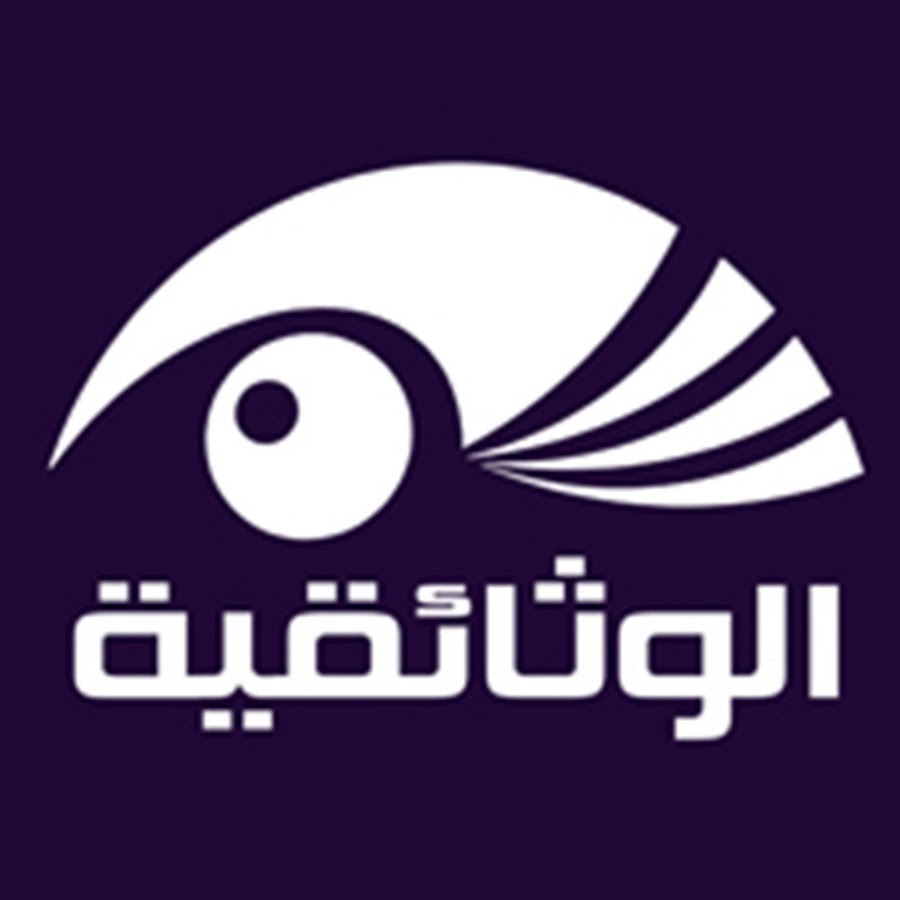

### المجد الطبيعية
انطلقت في 11 رجب 1429هـ الموافق 15 يوليو 2008م، لتكون أول قناة سعودية متخصصة في برامج الحياة الطبيعية، والكائنات الحية، وعجائب المخلوقات، وغرائب الأحياء، من شتى بقاع، على غرار عدد من روابي مجد الدولية المتخصصة. وهي تقدم مزيجاً رائعاً من المواد التلفزيونية من كبرى شركات الإنتاج حيث تمثل واحة من المتعة والفائدة لمحبي مشاهدة البرامج الطبيعية المتجددة، من أكبر الحيوانات وحتى أصغر الكائنات المجهرية، مروراً بأدغال وغابات الأمازون، وقمم الجبال، وقيعان البحار والمحيطات.

### راديو دال للأطفال
في الأول من شهر رمضان لعام 1423هـ الموافق 5 ديسمبر 2002م انطلق البث التجريبي لإذاعة راديو دال للأطفال، لتكون أول إذاعة عربية للأطفال في العالم. وهي تقدم مزيجاً رائعاً من المواد الإذاعية الممتعة والمفيدة، تشمل المسلسلات الدرامية والبرامج الترفيهية والتربوية، والفواصل والأناشيد، حيث تضم أكبر مكتبة للأناشيد في العالم العربي، كما تسعى للانتقال من البث الفضائي إلى البث الأرضي FM في المملكة العربية السعودية وبقية الدول العربية.

### المجد للأطفال
انطلقت في اليوم الأول من شهر ذي الحجة لعام 1424هـ الموافق 23 يناير 2004م. وهي تقدم مادة غزيرة ومتنوعة تستجيب للاحتياجات النفسية للأطفال فوق سن العاشرة، وتواكب نموهم المعرفي والثقافي، حيث تحتوي البرامج التلفزيونية والألعاب والشخصيات الكارتونية العربية المبتكرة، النابعة من البيئة المحلية، ضمن رؤية واسعة، وأهداف تربوية واضحة، ومزيج جميل بين الترفيه والتعليم، والتوجيه والتسلية. وتم تغيير الهوية عام 1429 هـ - 1434 هـ وفي فعالية عالم مجد المخصصة للأطفال تم تدشين هوية جديدة لقناة مجد للأطفال.

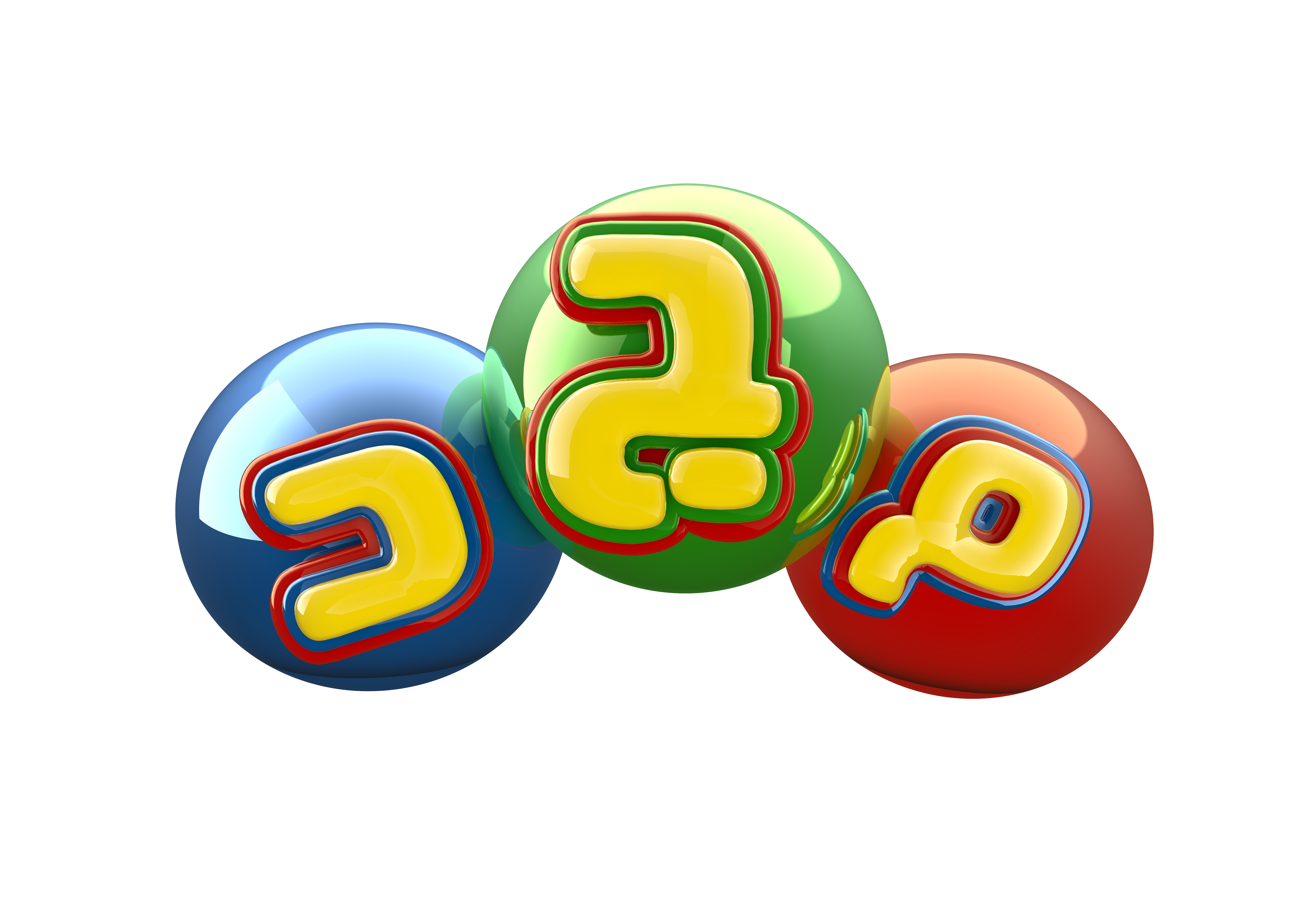
شعار قناة مجد للأطفال

### بسمة للأطفال
تم إطلاق قناة بسمة للأطفال بتاريخ 5 جمادى الأول 1429هـ الموافق 10 مايو 2008م لتكون متخصصة في مسلسلات الرسوم المتحركة المعالجة تربوياً، ولكي تستمر في البث على مدار الساعة. وهي تقدم خيارات كثيرة لمسلسلات الرسوم المتحركة، من شتى دول العالم، ولا تقتصر على مدرسة فنية واحدة للرسوم المتحركة، سواءً أكانت شرقية أم غربية، مع الحرص على الانتقاء الجيد، والدبلجة المناسبة، والمعالجة التربوية.[بحاجة لمصدر]

### روضة للأطفال
انطلقت في 15 ذي الحجة 1429هـ الموافق 13 ديسمبر 2008م، لتكون أول قناة عربية موجهة للأطفال في سن ما قبل المدرسة (2-5) سنوات لتزويدهم بالمعلومات الأساسية والمفاهيم التربوية الضرورية والمناسبة لنموهم الفكري والنفسي والحركي في هذه المرحلة، ضمن إطار محبب للأطفال، كما تستفيد من التجارب العالمية الرائدة في هذا المجال ومحتوى مناهج رياض الأطفال في المملكة العربية السعودية والخليج والدول العربية.

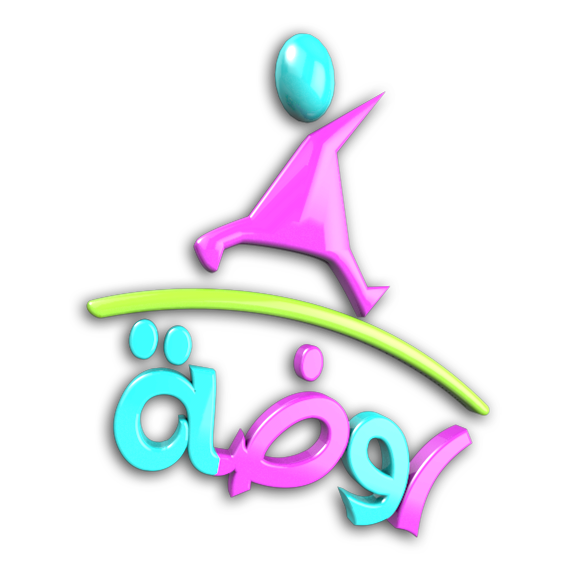
شعار قناة روضة للأطفال

### قناة تغاريد الإنشادية
هي قناة إنشادية هادفة للأطفال وقد بدأت بثها التجريبي في غرة شهر رمضان المبارك عام 1433 هـ وبعد ذلك انطلق البث الرسمي في 1 شوال 1433هـ حيث تقدم عددا من الكليبات الهادفة للأطفال والبرامج الإنشادية مثل «استديو تغاريد» و«غرد معنا» بالإضافة إلى برنامج «ترتيل» الخاص للقرآن الكريم والقناة تبث على مدار 24 ساعة دون توقف.

### قناة ماسة المجد
نجحت قناة ماسة في جذب عدد كبير من المشاهدين في وقت قصير وبات موعد عرض بعض برامجها ومسلسلاتها موعداً لاجتماع الأسرة على مائدة منوعة وجذابة. انطلقت قناة ماسة غرة محرم من العام 1431هـ الموافق 18 ديسمبر 2009م كبث تجريبي، ولمدة 24 ساعة من شهر رمضان للعام 1432هـ وما زالت تقدم الجديد بقوالب الإبداع والإمتاع.
وفي 23 شعبان 1444 هـ تم تغيير هوية قناة ماسة وشعارها هو «دراما وأكثر».

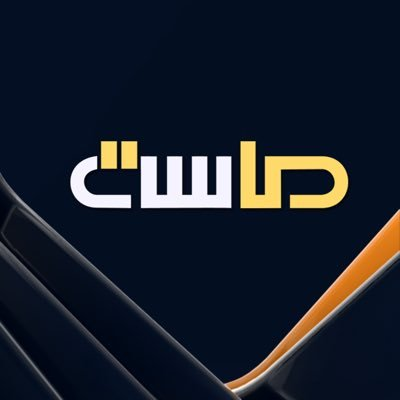

### قناة دال (متوقفة)
انطلقت قناة دال عام 1440 وهي تابعة لقناة راديو دال لكن بحلتها الجديدة، حيث تم تخصيصها لبث البرنامج الواقعي "همثون" الذي لم يستمر طويلًا. والآن تم إعادتها إلى راديو دال بعد انتهاء البرنامج.

### قناة فكر والعب (متوقفة)
قناة بدأ بثها في 2008م، كانت تسمح للمشاهدين باللعب بألعاب الفيديو بالهاتف العادي وبسعر تكلفة المكالمة الأرضية المحلية في السعودية. حيث كانت عبارة عن ألعاب تفاعلية تعمل ببث منفصل لكل لاعب. وعمل هذه القناة كان شراكة بين المجد وشركة برمجة الألعاب السورية جوي بوكس (بالإنجليزية: JOYBOX CO) حيث كان مقرها في دمشق.
وكان عددٌ من حزم الألعاب تطبق كل فترة لتجديد المحتوى، حيث كانت الحزمة الأولى من الألعاب موجودة بين سنة 2008م و2009م حتى تم تغييرها في شهر أغسطس لعام 2009م إلى الحزمة التالية التي كانت تتضمن بعض الألعاب المتعددة اللاعبين. وتوقف بث القناة في سنة 2011م نظرًا لافلاس JOYBOX وسقوط مشاهدات القناة.
وقبل توقف القناة بفترة اي بضعة أشهر قبل توقفها كانت القناة تبث فاصلًا لمدينة الألعاب الخاصة بالقناة الذي يتم بها كل ألعاب القناة وهي تصبح مظلمة أو تتوقف عن العمل مع عبارة "قريبًا" على أمل ان يتم عمل برمجة جديدة للقناة، لكن للاسف إفلاس JOYBOX المفاجئ حل دون ذلك وتوقفت القناة.

## منصة البث الشبكي «هادف»
"هادف" هي مساحة واسعة من الإثارة والمتعة للمسلسلات الدرامية ومكتبة كبيرة لأفلام الكرتون المتنوعة، يتيح الوصول لأكثر من 15000 حلقة من المحتوى المتنوع، منها 10,000 حلقة من أفلام الكرتون والبرامج الأصيلة المخصصة للأطفال، انطلقت اواخر عام 2017 وهي متاحة عبر الويب أو للتحميل عبر متجر أبل للتطبيقات، أو متجر جوجل بلاي، أو هواوي آب جاليري، يتيح لك تحميل المحتوى لمشاهدته بلا إنترنت مع تجربة مجانية لثلاثين يومًا.

## وصلات خارجية
- الموقع الرسمي